# Národní mobilizační výbor pro ukončení války ve Vietnamu
Jarní mobilizační výbor pro ukončení války ve Vietnamu (v angličtině Spring Mobilization Committee to End the War in Vietnam), z něhož se stal Národní mobilizační výbor pro ukončení války ve Vietnamu (National Mobilization Committee to End the War in Vietnam), byla koalice amerických protiválečných aktivistů a aktivistek, která vznikla v listopadu 1966 s cílem organizovat velké demonstrace proti válce ve Vietnamu. Organizace byla neformálně známá jako „The Mobe“.
Mezi jednotlivce a organizace spojené buď s organizací Spring Mobilization to End the War in Vietnam, nebo s National Mobilization Committee to End the War in Vietnam patří Benjamin Spock a SANE, Sidney Peck, Eric Weinberger, David Dellinger, Jerry Rubin, James Bevel, Stew Albert, A. J. Muste, Martin Luther King Jr, Coretta Scott Kingová, Rennie Davisová, Karen Waldová, Fred Halstead, Bradford Lyttle, Charles Owen Rice, Vietnam Summer, profesor Cornellovy univerzity Robert Greenblatt (který se stal národním koordinátorem Mobilizace za ukončení války) a Tom Hayden.

## Historie

### Formování
Mobilizační výbor 8. listopadu se zformoval v Clevelandu v Ohiu 10. a 11. září 1966. Z Mobilizačního výboru dne 8. listopadu vznikl Jarní mobilizační výbor pro ukončení války ve Vietnamu, který byl stvrzen na konferenci v Clevelandu 26. listopadu 1966. Národním koordinátorem byl reverend James Bevel.

### Demonstrace 15. dubna 1967
Dne 15. dubna 1967 přilákal masový pochod Jarní mobilizace proti válce ve Vietnamu z Central Parku k budově Organizace spojených národů statisíce lidí. Akce se účastnilo mnoho lidí, včetně Martina Luthera Kinga mladšího, Harryho Belafonteho, Jamese Bevela a Benjamina Spocka, kteří na akci a promluvili. Během akce bylo podle New York Times spáleno mnoho odvodních lístků. Na souběžném pochodu v San Franciscu vystoupili mimo jiné Coretta Scott Kingová, Eldridge Cleaver a Julian Bond.
Na newyorském pochodu jeho poslední řečník, James Bevel, předseda Jarní mobilizace a iniciátor pochodu na OSN (dokud se Bevel nepřidal na pozvání A. J. Musteho a Davida Dellingera, plánovalo se pouze shromáždění 15. dubna v Central Parku), improvizovaně oznámil, že příští velké protiválečné shromáždění se bude konat ve Washingtonu, D. C.

Bevelovo oznámení vyvolalo Jarní mobilizační konferenci, setkání 700 protiválečných aktivistů, které se konalo 20. až 21. května 1967 ve Washingtonu, D.C., a bylo svoláno k vyhodnocení dubnových masových protiválečných demonstrací. Konference byla uspořádána s cílem vytyčit budoucí směr protiválečného hnutí a stanovila další velkou protiválečnou akci na podzim 1967 a vytvořila správní výbor (Národní mobilizační výbor pro ukončení války ve Vietnamu), který ji měl naplánovat.

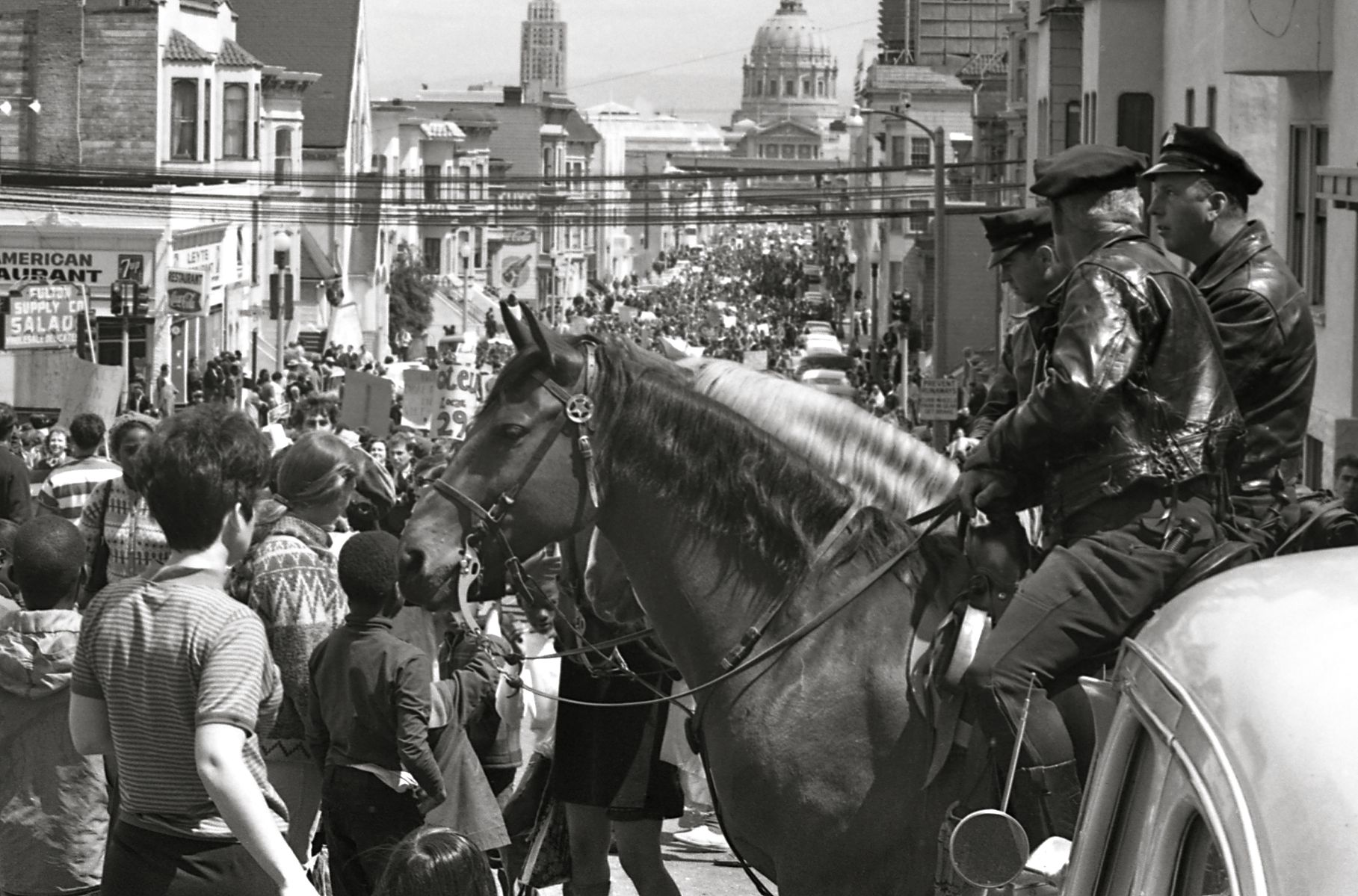
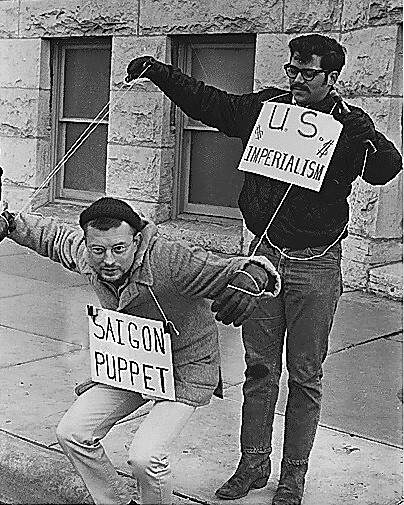

### Pochod na Pentagon
The Mobe poté naplánoval a zorganizoval velkou demonstraci ve Washingtonu, D.C., na 21. října 1967. Tato demonstrace spočívala ve shromáždění v parku West Potomac poblíž Lincolnova památníku a v pochodu k Pentagonu, kde se mělo konat další shromáždění na parkovišti a následně občanská neposlušnost na schodech samotného Pentagonu. Akce byla známá jako „Pochod na Pentagon“.
V naději, že se mu podaří přilákat mladé vzdělané vysokoškoláky, pověřil koordinátor David Dellinger organizací pochodu Jerryho Rubina, který vedl velký výbor Vietnamského dne na Kalifornské univerzitě v Berkeley. Prvního shromáždění ve Washingtonu, které bylo podníceno koncertním vystoupením kontrakulturního folkového zpěváka Phila Ochse, se u Lincolnova památníku zúčastnilo přibližně 70 000 lidí. Po Ochsově koncertu a projevech Dellingera a Spocka se pak asi 50 000 účastníků pod vedením sociálního aktivisty Abbie Hoffmana vydalo na pochod od Lincolnova památníku k Pentagonu v nedalekém Arlingtonu ve Virginii, aby se zúčastnili druhého shromáždění.

Na 650 lidí, včetně spisovatele Normana Mailera, bylo zatčeno za občanskou neposlušnost na schodech Pentagonu. Několik jednotlivců, jako například Allen Ginsberg, Ed Sanders, Abbie Hoffman a Jerry Rubin (Hoffman a Rubin později v roce 67 spoluzaložili Yippies), se pokusilo pomocí meditace a zpěvu „levitovat“ budovu a „vymítat zlo uvnitř“. Tyto události zaznamenal Norman Mailer ve svém románu Armády noci.

Pochod na Pentagon v roce 1967
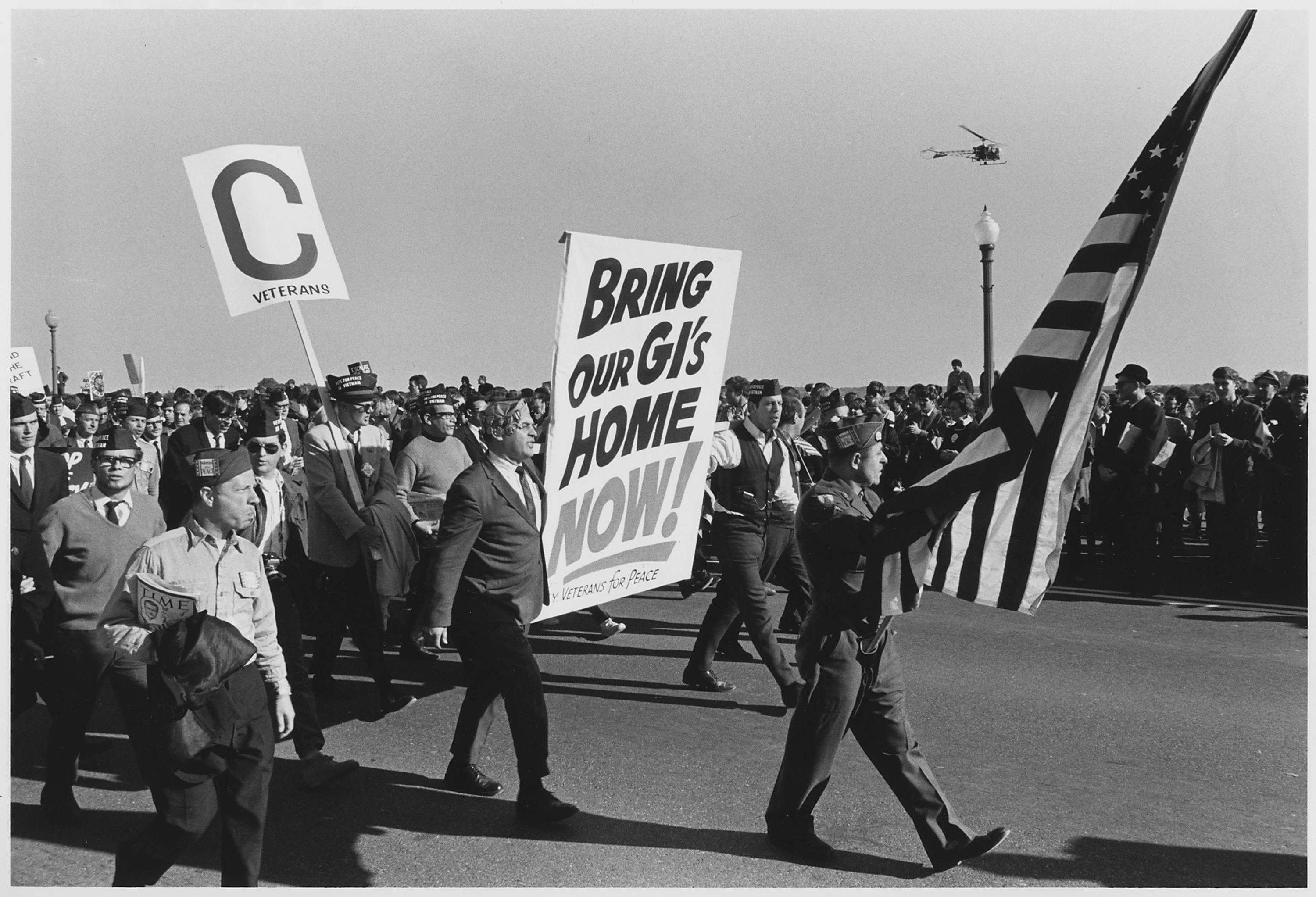
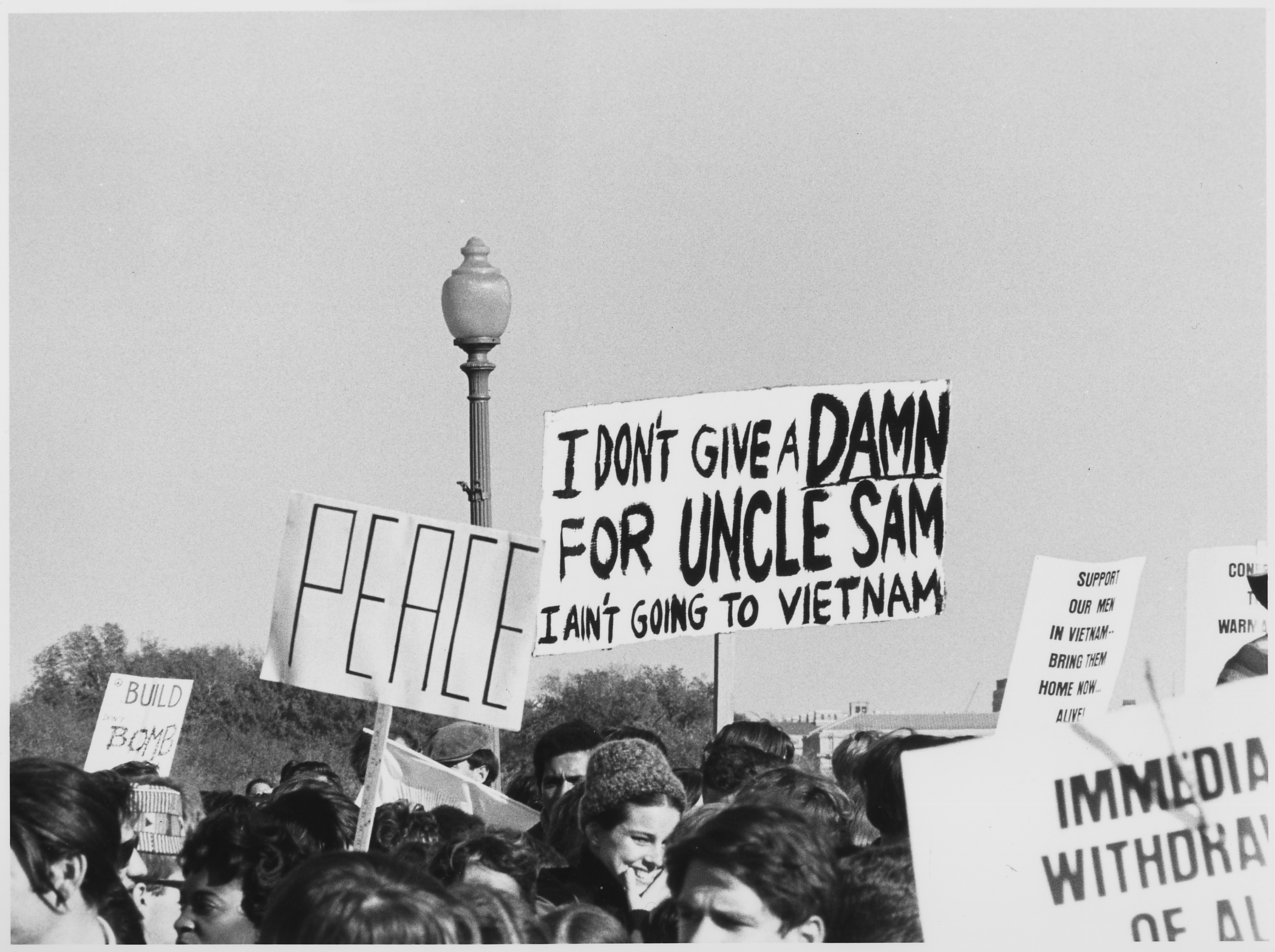
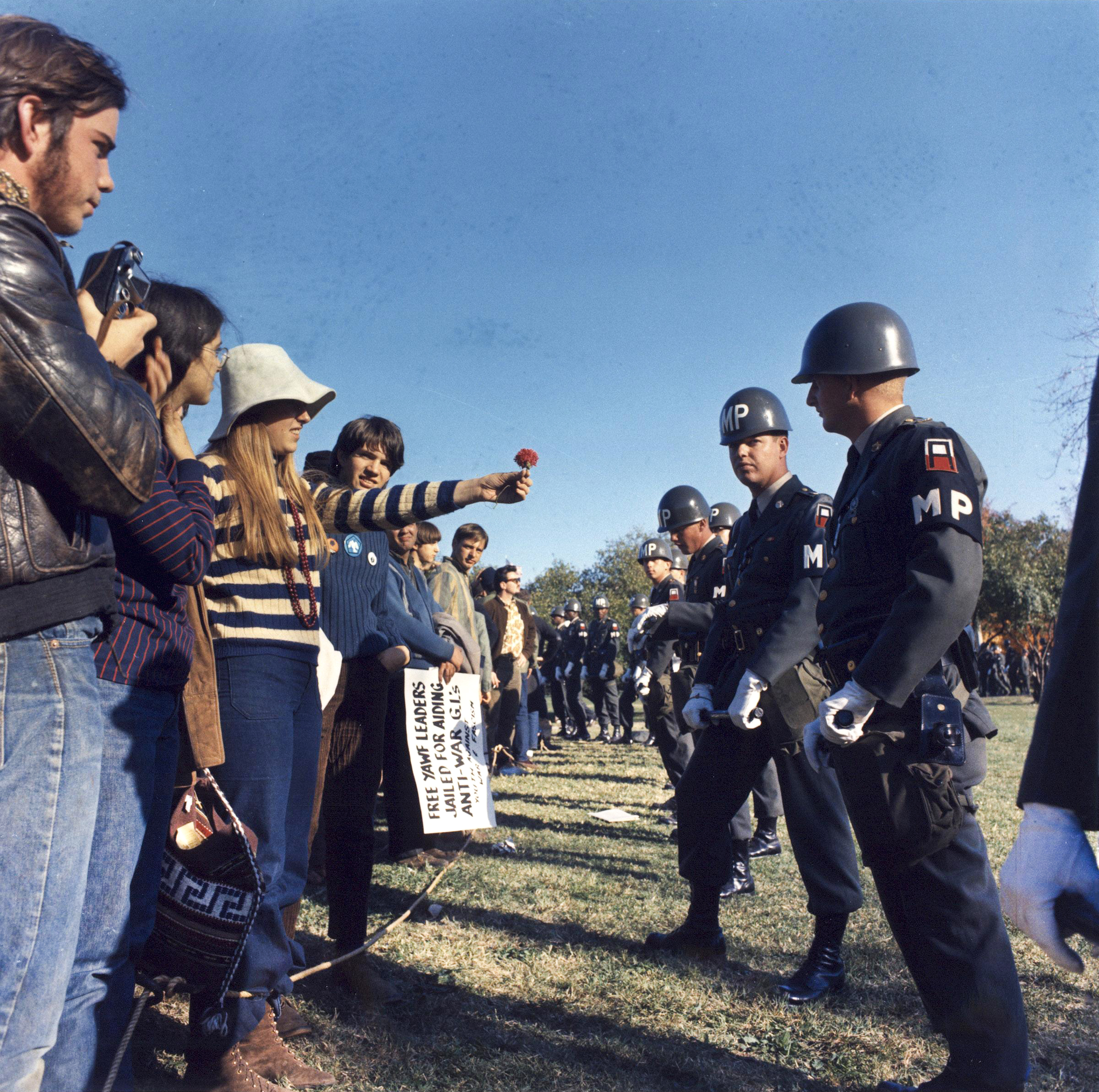
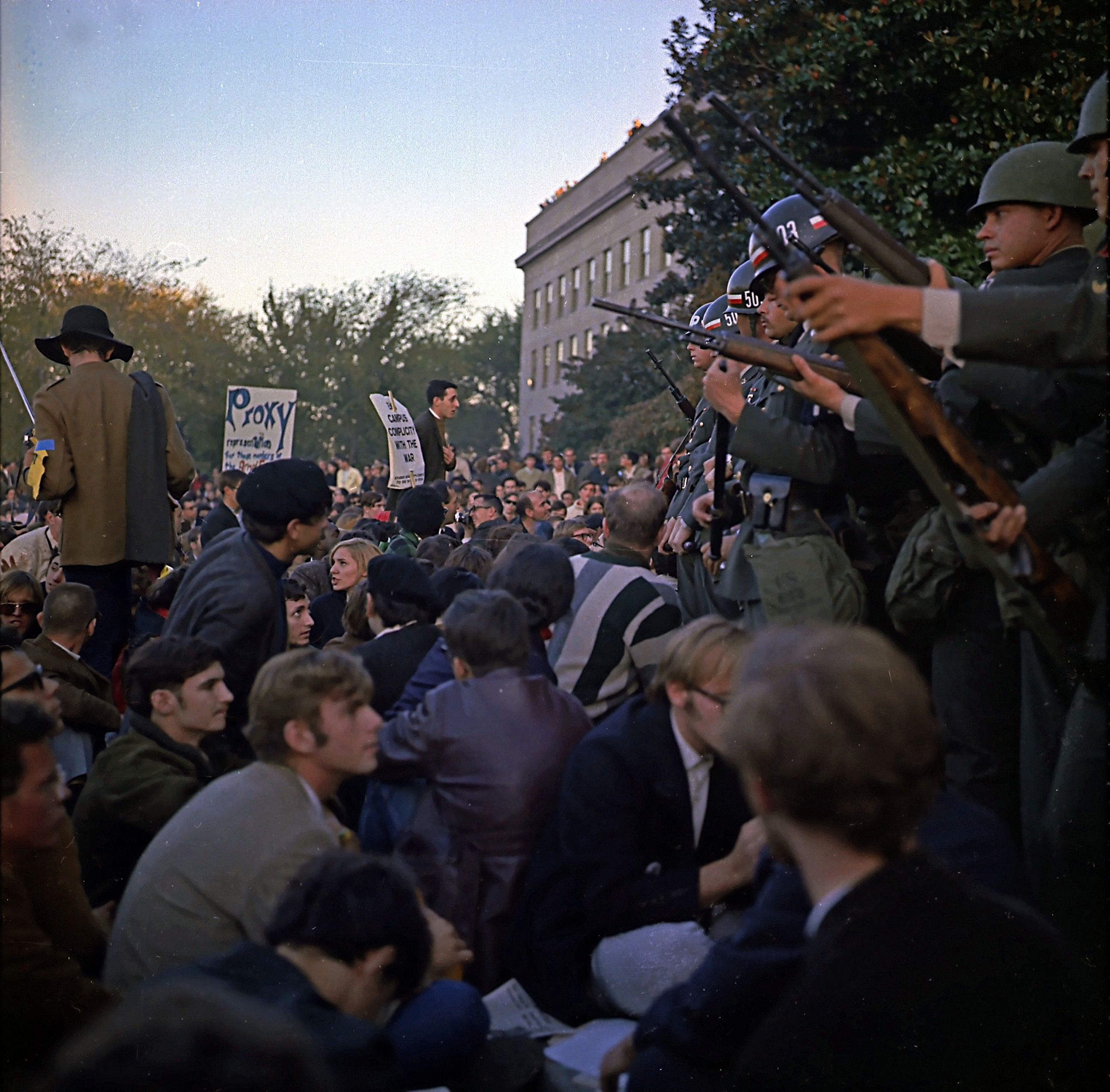

### Národní sjezd Demokratické strany v roce 1968

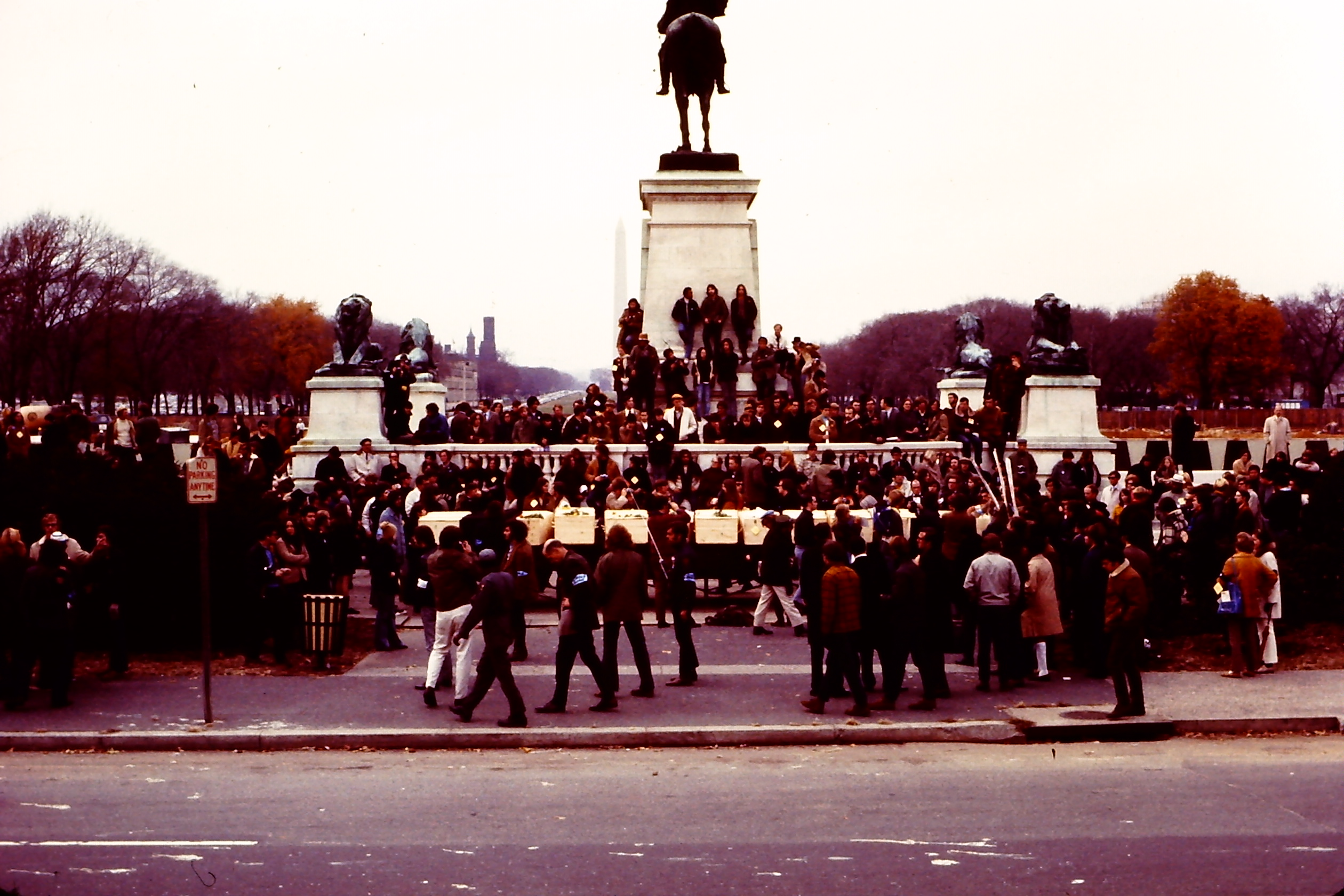
Moratorium na ukončení války ve Vietnamu dne 15. října 1969 ve Washingtonu D.C.

Po demonstraci u Pentagonu začal The Mobe diskutovat a plánovat demonstrace na Národním sjezdu Demokratické strany v roce 1968, který se měl konat v Chicagu a na němž měl být prezident Lyndon B. Johnson nominován na druhé funkční období.
Rennie Davis a Tom Hayden byli klíčovými organizátory Mobe pro chicagskou demonstraci a později byli jako členové Chicagské sedmičky obviněni ze spiknutí a podněcování k výtržnostem. Chicagské demonstrace se zúčastnilo pouze 10 000 lidí, protože se všeobecně předpokládalo, že starosta Chicaga Richard J. Daley nasadí policii, aby zabránil pochodům na místo konání sjezdu.

Norman Mailer napsal o demokratickém i republikánském sjezdu v roce 1968 román literatury faktu s názvem Miami a obléhání Chicaga.

Protesty během Národního sjezdu Demokratické strany v roce 1968
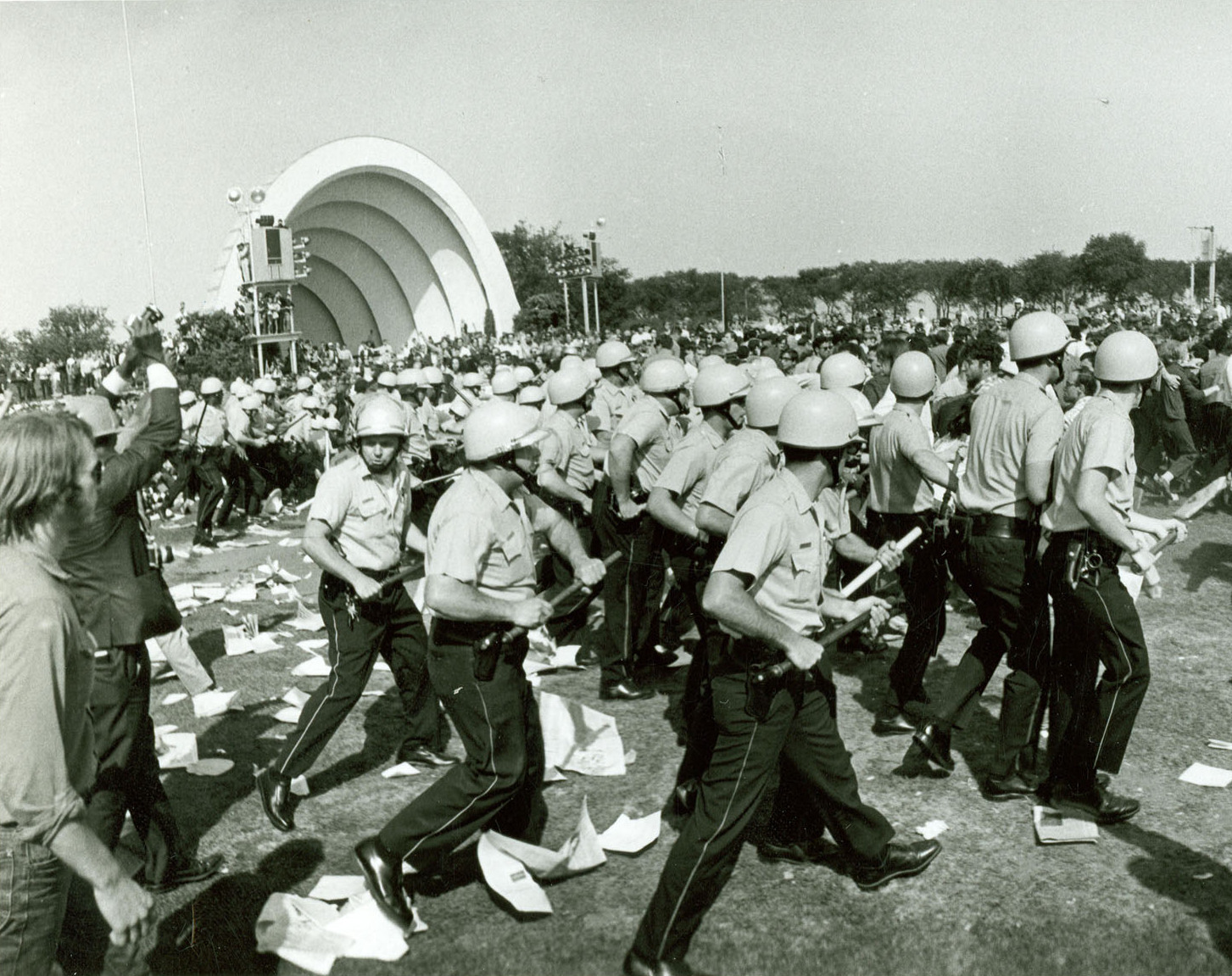
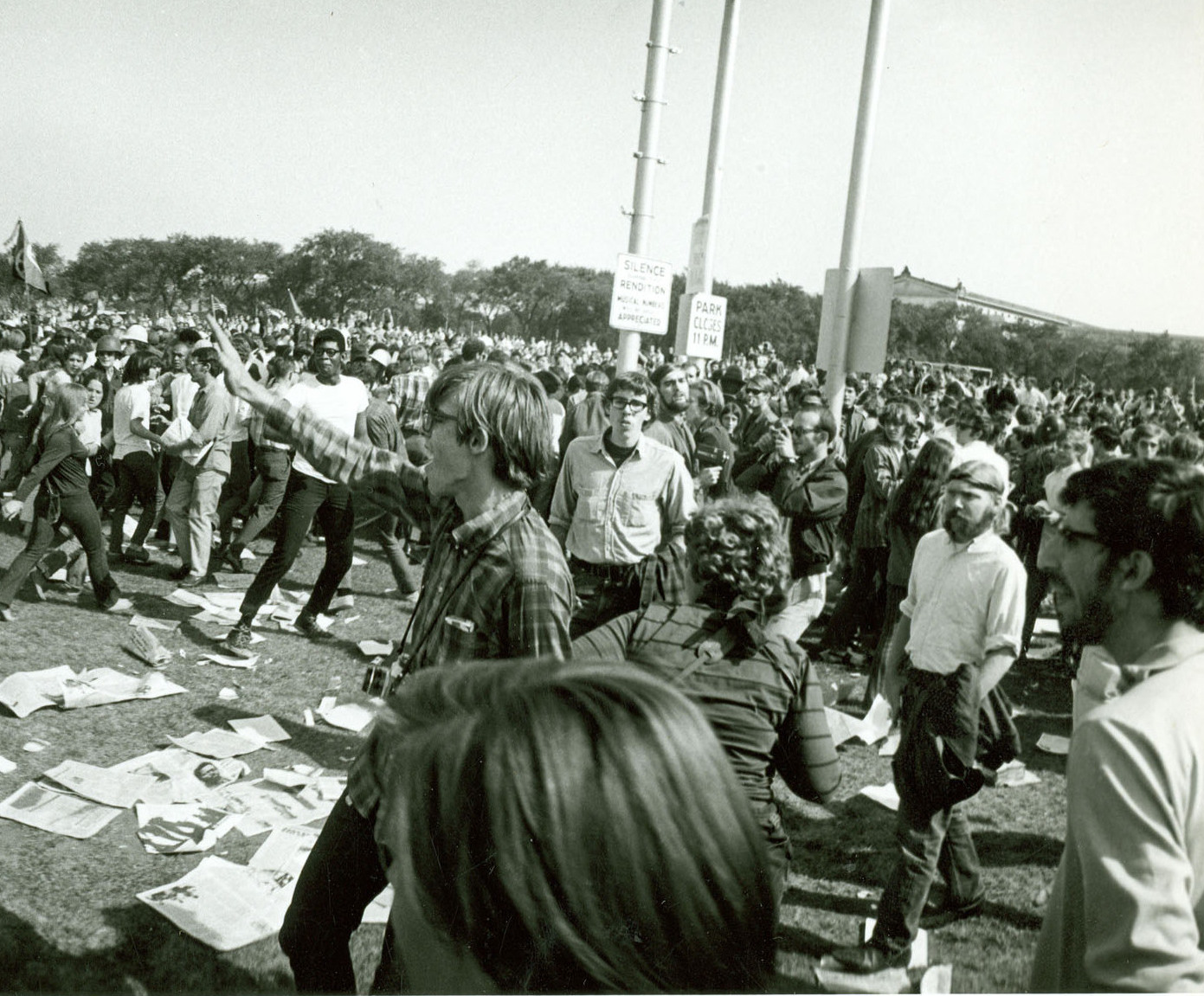
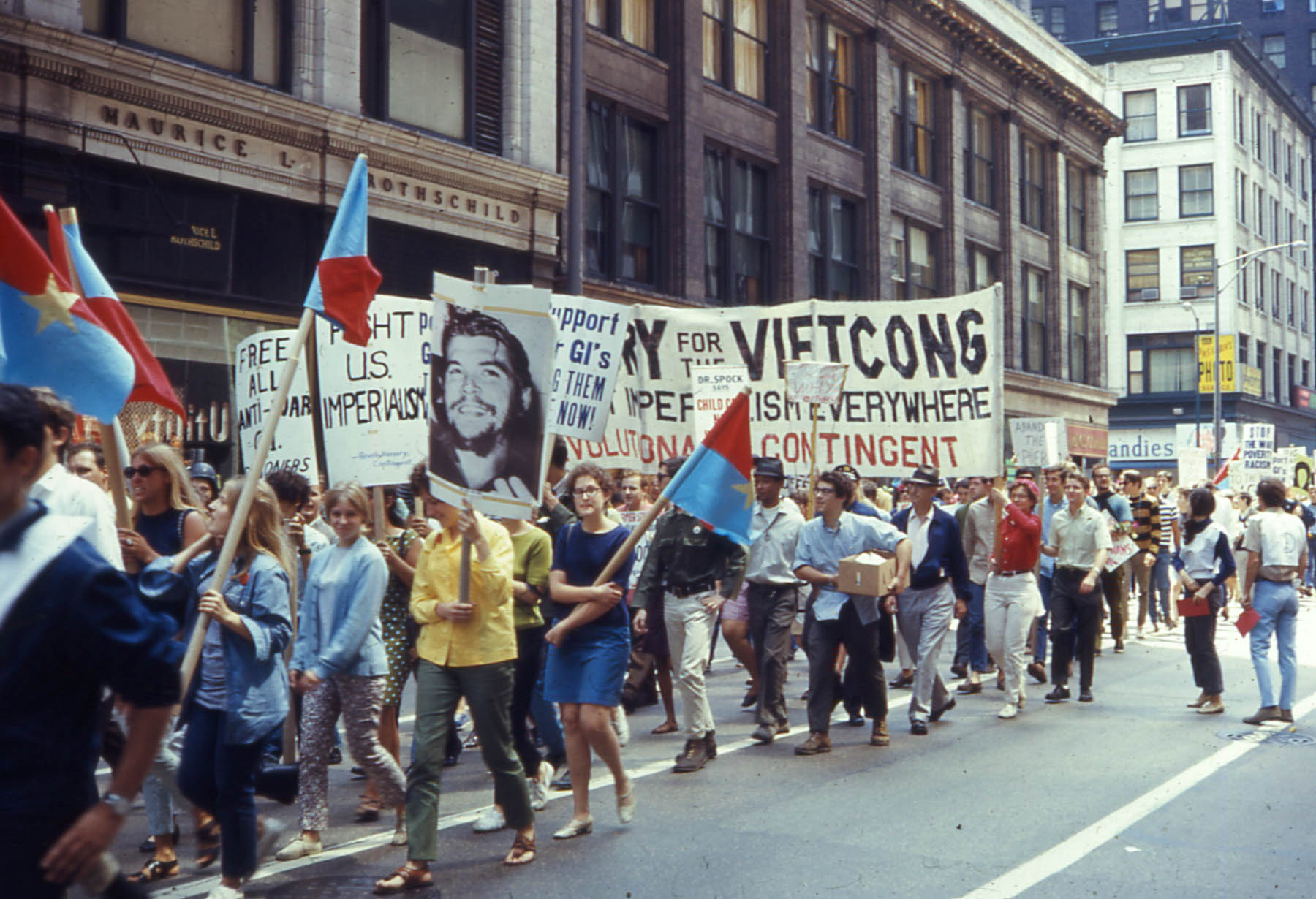

### Další akce
Po zvolení Richarda Nixona zorganizovala Mobe „protiinauguraci“, která se měla konat ve Washingtonu v den Nixonovy inaugurace. I této demonstrace se zúčastnilo asi 10 000 lidí a byla doprovázena pouličními násilnostmi.
Národní mobilizační výbor pro ukončení války ve Vietnamu se poté rozpustil.
Budoucí celonárodní pochody proti válce ve Vietnamu měly organizovat jiné skupiny. Podobně pojmenovaný a inspirovaný Nový mobilizační výbor pro ukončení války ve Vietnamu (New Mobe) byl založen na konferenci na Case Western Reserve University v červenci 1969 a společně s Výborem pro vietnamské moratorium a Studentským mobilizačním výborem (SMC) zorganizoval 15. října 1969 Moratorium na ukončení války ve Vietnamu, které vyústilo ve velké demonstrace proti válce ve Vietnamu konané po celé zemi. Tyto skupiny pak zorganizovaly další velkou demonstraci ve Washingtonu, která se měla uskutečnit o měsíc později, 15. listopadu 1969, a které se rovněž zúčastnil velký dav lidí.